# Luis Quintana Martínez

Luis Esteban Quintana Martínez, es un luchador cubano de lucha libre. Ganó una medalla de bronce en Campeonato Panamericano de 2015. Logró la medalla de oro en Campeonato Centroamericano y del Caribe en 2014.